# أسفل النجرة (يهر)

تعديل مصدري - تعديل

اسفل النجرة هي إحدى قرى عزلة يهر بمديرية يهر التابعة لمحافظة لحج، بلغ تعداد سكانها 73 نسمة حسب تعداد اليمن لعام 2004.